# Concorso Regina Elisabetta

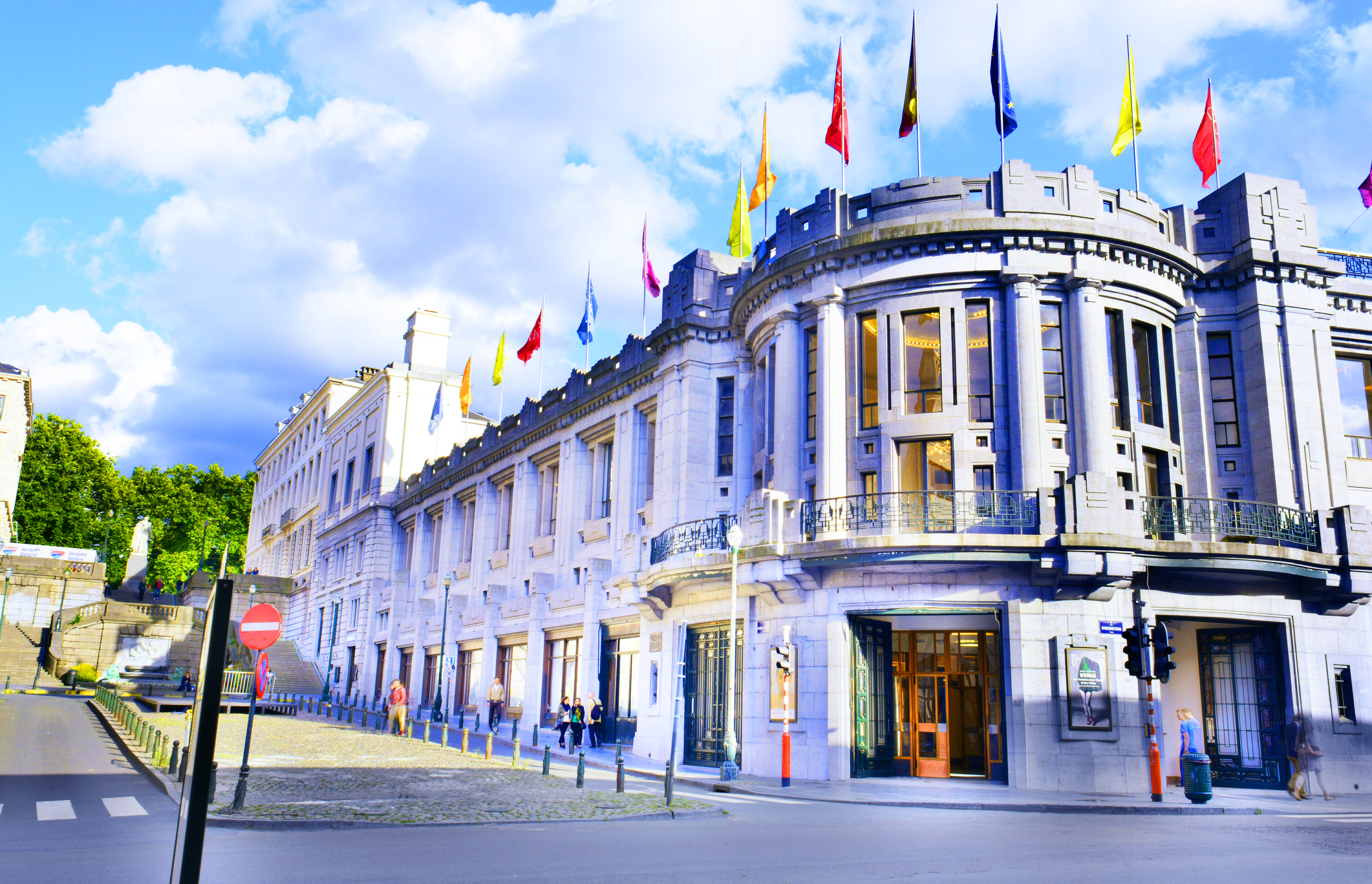
Il Palais des Beaux-Arts di Bruxelles, location del concorso.

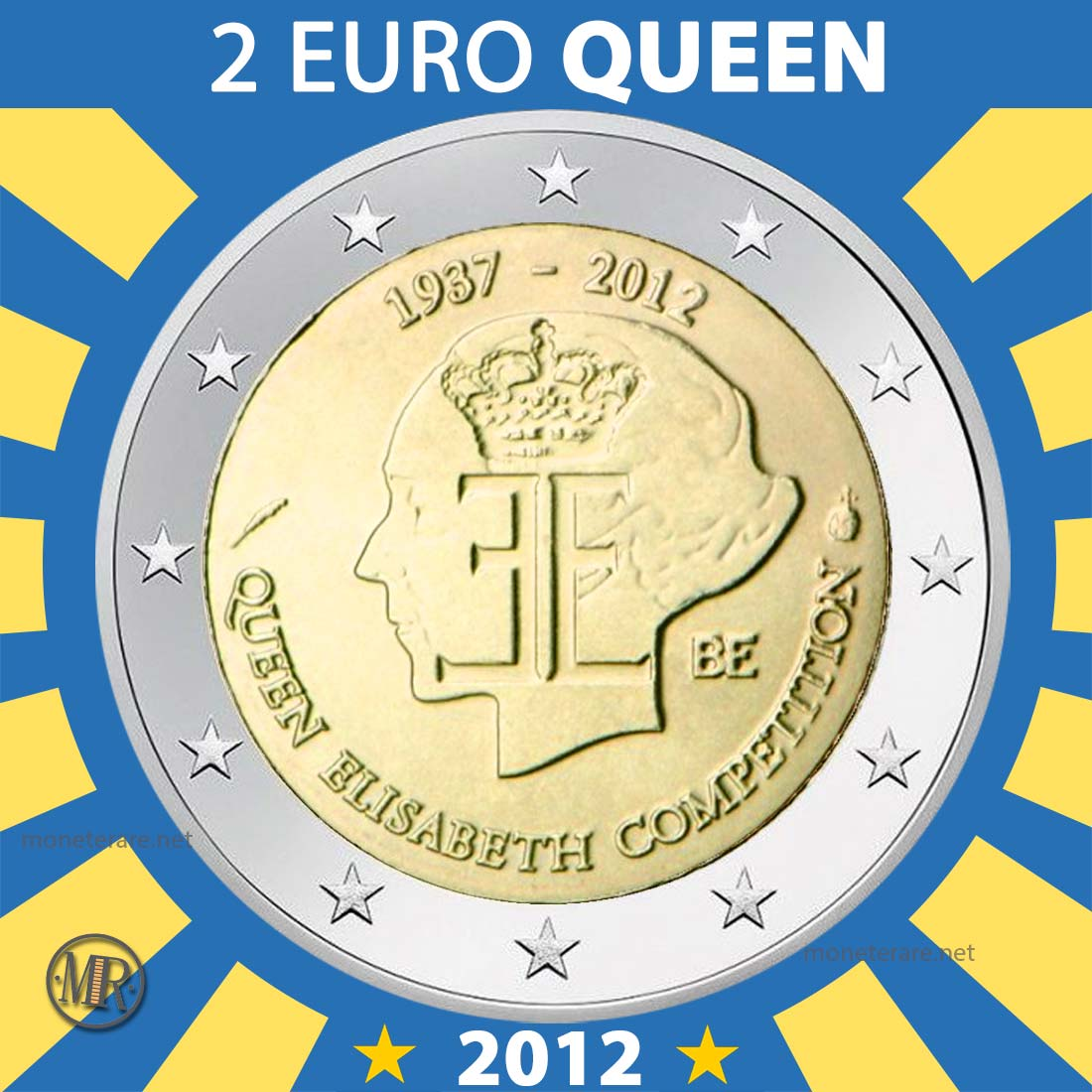
Il Belgio ha emesso la moneta commemorativa da 2 Euro Queen Elisabeth Competition il giorno 6 Giugno 2012. Questa moneta, che celebra i 75 anni Concorso musicale regina Elisabetta.

Il Concorso Regina Elisabetta (olandese: Koningin Elisabethwedstrijd, francese: Concours musical international Reine Élisabeth) è un concorso internazionale di musica classica che si tiene a Bruxelles. Il concorso prende il nome dalla Regina Elisabetta del Belgio ed è aperto con rotazione annuale a violinisti (dal 1937), pianisti (dal 1938), cantanti (dal 1988) e violoncellisti (dal 2017). Dal 1953 al 2012 ha incluso anche una sezione internazionale per compositori.
Considerata una delle competizioni musicali più impegnative e prestigiose, nel 1957 il Concorso Regina Elisabetta è stato uno dei membri fondatori della World Federation of International Music Competitions.

## Storia

### 1937–1950
L'idea di organizzare in Belgio un concorso musicale internazionale per giovani virtuosi si deve a Eugène Ysaÿe: alla sua morte tuttavia il proposito era rimasto irrealizzato. Nell'Idea di Ysaÿe il concorso doveva testare la statura artistica e la competenza tecnica attraverso l'esecuzione di un repertorio particolarmente articolato, includendo alcune prove all'epoca molto innovative come la clausura per lo studio di un brano commissionato dal concorso. La Regina Elisabetta di Baviera, patrona delle arti e buona amica di Ysaÿe, organizzò il concorso in sua memoria nel 1937. Il prestigio di Ysaÿe e della corte reale belga assicurarono al concorso grande risonanza.
Le prime due edizioni del concorso, nel 1937 per violino e nel 1938 per pianoforte, si svolsero con il nome di Concorso "Eugène Ysaÿe". Le prime edizioni del concorso furono dominate da candidati dell'URSS: il concorso per violino del 1937 fu vinto da David Ojstrach e l'anno successivo Ėmil' Gilel's vinse il concorso per pianoforte. La netta superiorità della scuola russa portò la Regina Elisabetta a promuovere la creazione di una nuova istituzione di formazione musicale a Bruxelles sul modello sovietico: la Queen Elisabeth Music Chapel. Unici finalisti italiani delle prime edizioni furono per il violino Riccardo Brengola (11º premio) e per il pianoforte Arturo Benedetti Michelangeli (7º classificato).
La Seconda guerra mondiale impedì lo svolgimento della competizione dal 1939 al 1950.
|            | 1937 | 1938 |
| ---------- | ---- | ---- |
| Violino    | X    |      |
| Pianoforte |      | X    |

### 1951–1986
Nel 1951 il concorso finalmente riprese vita, venendo ribattezzato come la sua fondatrice, la Regina Elisabetta. Venne aggiunta la sezione per compositori: nazionale e internazionale.
Il concorso per pianoforte del 1952 e il concorso per violino del 1955 furono i primi a vedere vincitori degli Stati Uniti.
| Anno | Violino | Pianoforte | Composizione          |
| ---- | ------- | ---------- | --------------------- |
| 1951 | X       |            | Per compositori belgi |
| 1952 |         | X          | Per compositori belgi |
| 1953 |         |            | Internazionale        |
| 1955 | X       |            | Per compositori belgi |
| 1956 |         | X          | Per compositori belgi |
| 1957 |         |            | Internazionale        |
| 1959 | X       |            | Per compositori belgi |
| 1960 |         | X          | Per compositori belgi |
| 1961 |         |            | Internazionale        |
| 1963 | X       |            | Per compositori belgi |
| 1964 |         | X          | Per compositori belgi |
| 1965 |         |            | Internazionale        |
| 1967 | X       |            | Per compositori belgi |
| 1968 |         | X          | Per compositori belgi |
| 1969 |         |            | Internazionale        |
| 1971 | X       |            | Per compositori belgi |
| 1972 |         | X          | Per compositori belgi |
| 1975 |         | X          | Per compositori belgi |
| 1976 | X       |            | Per compositori belgi |
| 1977 |         |            | Internazionale        |
| 1978 |         | X          | Per compositori belgi |
| 1980 | X       |            | Per compositori belgi |
| 1982 |         |            | Internazionale        |
| 1983 |         | X          | Per compositori belgi |
| 1985 | X       |            | Per compositori belgi |

### 1987–2006
Con il concorso per voce (canto) introdotto nel 1988, si aggiunse una nuova sezione.
|                                    | 1987 | 1988 | 1989 | 1990 | 1991 | 1992 | 1993 | 1994 | 1995 | 1996 | 1997 | 1998 | 1999 | 2000 | 2001 | 2002 | 2003 | 2004 | 2005 | 2006 |
| ---------------------------------- | ---- | ---- | ---- | ---- | ---- | ---- | ---- | ---- | ---- | ---- | ---- | ---- | ---- | ---- | ---- | ---- | ---- | ---- | ---- | ---- |
| Pianoforte                         | X    |      |      |      | X    |      |      |      | X    |      |      |      | X    |      |      |      | X    |      |      |      |
| Canto                              |      | X    |      |      |      | X    |      |      |      | X    |      |      |      | X    |      |      |      | X    |      |      |
| Violino                            |      |      | X    |      |      |      | X    |      |      |      | X    |      |      |      | X    |      |      |      | X    |      |
| Composizione                       |      |      |      |      | X    |      | X    |      | X    |      | X    |      | X    |      | X    | X    |      | X    |      | X    |
| Composizione per compositori belgi | X    |      | X    |      | X    |      | X    |      | X    |      | X    |      | X    |      | X    |      | X    |      | X    |      |

### 2007–2014
Ci sono stati concorsi per la composizione nel 2008, 2009, 2011 e 2012, ciascuno per il pezzo da eseguire nel finale per strumento dell'anno successivo.
|              | 2007 | 2008 | 2009 | 2010 | 2011 | 2012 | 2013 | 2014 |
| ------------ | ---- | ---- | ---- | ---- | ---- | ---- | ---- | ---- |
| Pianoforte   | X    |      |      | X    |      |      | X    |      |
| Canto        |      | X    |      |      | X    |      |      | X    |
| Violino      |      |      | X    |      |      | X    |      |      |
| Composizione |      | X    | X    |      | X    | X    |      |      |

### 2015–presente
Dal 2015 ci sono ancora cicli di quattro anni, con in più, per la prima volta nel 2017, un concorso per violoncello aggiunto dopo l'anno con il concorso per pianoforte in sostituzione del concorso di composizione.
|             | 2015 | 2016 | 2017 | 2018 | 2019 | 2020 | 2021 | 2022 | 2023 | 2024 |
| ----------- | ---- | ---- | ---- | ---- | ---- | ---- | ---- | ---- | ---- | ---- |
| Violino     | X    |      |      |      | X    |      |      |      |      | X    |
| Pianoforte  |      | X    |      |      |      |      | X    |      |      |      |
| Violoncello |      |      | X    |      |      |      |      | X    |      |      |
| Canto       |      |      |      | X    |      |      |      |      | X    |      |

## Sponsor e premi
Il Concorso Regina Elisabetta genera entrate dalle proprie attività, dal patrocinio privato e dalla sponsorizzazione. Le risorse sono varie: parte del finanziamento per i premi che i vincitori ricevono è fornito da istituzioni pubbliche e mecenati, sponsor privati, contributi di donatori, vendita di biglietti e programmi, pubblicità nei programmi e commercio di registrazioni. Il concorso beneficia anche del supporto di famiglie che si offrono di ospitare nelle loro case i candidati per la durata del concorso.
Premi per i finalisti (importi assegnati nel concorso per violino del 2015):
- Primo premio, Gran Premio Internazionale Regina Elisabetta (per il 2015: Premio Regina Mathilde): 25.000 euro, numerosi concerti, registrazione su CD; per il concorso di violino anche Prestito Violino Stradivarius Huggins dalla Nippon Music Foundation fino al prossimo concorso di violino.
- Secondo premio, Premio del Governo Federale Belga: 20.000 euro, concerti, registrazione del CD
- Terzo premio, Premio Conte de Launoit: 17.000 euro, concerti
- Quarto premio, Premio assegnato alternativamente da ciascuna delle comunità del Belgio (2015: assegnato dal governo della Federazione Vallonia-Bruxelles): 12.500 euro, concerti
- Quinto premio, Premio Bruxelles Capitale di Regione: 10.000 euro, concerti
- Sesto premio, Premio Città di Bruxelles: 8.000 euro, concerti
- Per gli altri sei premiati, somme donate dalla lotteria nazionale belga: 4.000 euro ciascuno

Uno studio del 1996 che ha esaminato i risultati finali del concorso ha ipotizzato che la classifica non sia indipendente dal giorno in cui il musicista si era esibito. In generale, suonare all'inizio del concorso metterebbe i musicisti in una posizione di svantaggio.
Il concorso è sempre stato trasmesso dalla radio belga dalla sua prima edizione, la stampa ha scritto sui concorrenti e le loro esibizioni. Le trasmissioni televisive si sono ampliate negli anni '60. Le organizzazioni di radiodiffusione belga di lingua francese e olandese hanno iniziato ad assegnare premi in base alle preferenze del loro pubblico rispettivamente dal 1975 al 1991. Le esibizioni registrate furono commercializzate dal 1967.
Nel 2012 il Belgio ha celebrato il 75º anniversario del concorso con una moneta commemorativa da 2 euro.

## Albo d'oro

### Violino
| Anno | 1º premio           | 2º premio           | 3º premio          | 4º premio                     | 5º premio            |
| ---- | ------------------- | ------------------- | ------------------ | ----------------------------- | -------------------- |
| 1937 | David Ojstrach      | Ricardo Odnoposoff  | Elizabeth Gilels   | Boris Goldstein               | Marina Kozolupova    |
| 1951 | Leonid Kogan        | Michail Vajman      | Elise Cserfalvi    | Theo Olof                     | Alexei Gorokhov      |
| 1955 | Berl Senofsky       | Julian Sitkoveckij  | Pierre Doukan      | Francine Dorfeuille-Boussinot | Victor Picaizen      |
| 1959 | Jaime Laredo        | Albert Markov       | Joseph Silverstein | Vladimir Malinin              | Boris Kouniev        |
| 1963 | Aleksey Mikhlin     | Semyon Snitkovsky   | Arnold Steinhardt  | Zarius Shikhmurzayeva         | Charles Castleman    |
| 1967 | Philippe Hirschhorn | Stoïka Milanova     | Gidon Kremer       | Roman Nodel                   | Hidetaro Suzuki      |
| 1971 | Miriam Fried        | Andrey Korsakov     | Hamao Fujiwara     | Ana Chumachenco               | Edith Volckaert      |
| 1976 | Mikhaïl Bezverkhny  | Irina Medvedeva     | Kang Dong-suk      | Grigori Zhislin               | Shizuka Ishikawa     |
| 1980 | Yuzuko Horigome     | Peter Zazofsky      | Takashi Shimizu    | Ruriko Tsukahara              | Mihaela Martin       |
| 1985 | Hu Nai-yuan         | Ik-hwan Bae         | Henry Raudales     | Hu Kun                        | Mi Kyung Lee         |
| 1989 | Vadim Repin         | Akiko Suwanai       | Evgeny Bushkov     | Erez Ofer                     | Ulrike-Anima Mathé   |
| 1993 | Yayoi Toda          | Liviu Prunaru       | Keng-Yuen Tseng    | Martin Beaver                 | Natalia Prischepenko |
| 1997 | Nikolaj Znaider     | Albrecht Breuninger | Kristóf Baráti     | Andrew Haveron                | Natsumi Tamai        |
| 2001 | Baiba Skride        | Kam Ning            | Barnabás Kelemen   | Alina Pogostkina              | Feng Ning            |
| 2005 | Sergej Khachatryan  | Yossif Ivanov       | Sophia Jaffé       | Saeka Matsuyama               | Mikhail Ovrutsky     |
| 2009 | Ray Chen            | Lorenzo Gatto       | Ilian Garnet       | Suyoen Kim                    | Nikita Borisoglebsky |
| 2012 | Andrey Baranov      | Tatsuki Narita      | Hyun Su Shin       | Esther Yoo                    | Tseng Yu-Chien       |
| 2015 | Lim Ji-young        | Oleksii Semenenko   | William Hagen      | Tobias Feldmann               | Stephen Waarts       |
| 2019 | Stella Chen         | Timothy Chooi       | Stephen Kim        | Shannon Lee                   | Júlia Pusker         |

### Pianoforte
| Anno | 1º premio               | 2º premio                      | 3º premio                                       | 4º premio            | 5º premio            | 6º premio     |
| ---- | ----------------------- | ------------------------------ | ----------------------------------------------- | -------------------- | -------------------- | ------------- |
| 1938 | Ėmil' Gilel's           | Mary Johnstone (Moura Lympany) | Jakov Flier                                     | Lance Dossor         | Nibya Mariño Bellini |               |
| 1952 | Leon Fleisher           | Karl Engel                     | Maria Tipo                                      | Frans Brouw          | Laurence Davis       |               |
| 1956 | Vladimir Ashkenazy      | John Browning                  | Andrzej Czajkowski                              | Cécile Ousset        | Lazar Berman         |               |
| 1960 | Malcolm Frager          | Ronald Turini                  | Lee Luvisi                                      | Alice Mitchenko      | Gábor Gabos          |               |
| 1964 | Evgeny Mogilevsky       | Nikolai Petrov                 | Jean-Claude Vanden Eynden                       | Anton Kuerti         | Richard Syracuse     |               |
| 1968 | Ekaterina Novitskaya    | Valère Kamychov                | Jeffrey Siegel                                  | Semion Kroutchine    | André De Groote      |               |
| 1972 | Valery Afanassiev       | Jeffrey Swann                  | Joseph Alfidi                                   | David Lively         | Svetlana Navasardyan |               |
| 1975 | Mikhaïl Faerman         | Stanislav Igolinsky            | Youri Egorov                                    | Larry Michael Graham | Sergueï Iuchkevitch  |               |
| 1978 | Abdel Rahman El Bacha   | Gregory Allen                  | Brigitte Engerer                                | Alan Weiss           | Douglas Finch        |               |
| 1983 | Pierre-Alain Volondat   | Wolfgang Manz                  | Boyan Vodenitcharov                             | Daniel Blumenthal    | Eliane Rodrigues     |               |
| 1987 | Andrei Nikolsky         | Akira Wakabayashi              | Rolf Plagge                                     | Johan Schmidt        | Ikuyo Nakamichi      |               |
| 1991 | Frank Braley            | Stephen Prutsman               | Brian Ganz                                      | Hae-sun Paik         | Alexander Melnikov   |               |
| 1995 | Markus Groh             | Laura Mikkola                  | Giovanni Bellucci                               | Yuliya Gorenman      | Jong Hwa Park        |               |
| 1999 | Vitaly Samoshko         | Alexander Ghindin              | Ning An                                         | Shai Wosner          | Roberto Cominati     |               |
| 2003 | Severin von Eckardstein | Wen-Yu Shen                    | Non assegnato dopo che Dong-Hyek Lim lo rifiutò | Roberto Giordano     | Kazumasa Matsumoto   |               |
| 2007 | Anna Vinnitskaya        | Plamena Mangova                | Francesco Piemontesi                            | Ilya Rashkovsky      | Lim Hyo-Sun          |               |
| 2010 | Denis Kozhukhin         | Evgeni Bozhanov                | Hannes Minnaar                                  | Yury Favorin         | Kim Tae-Hyung        |               |
| 2013 | Boris Giltburg          | Rémi Geniet                    | Mateusz Borowiak                                | Stanislav Khristenko | Zhang Zuo            | Andrew Tyson  |
| 2016 | Lukáš Vondráček         | Henry Kramer                   | Alexander Beyer                                 | Chi Ho Han           | Aljosa Jurinic       | Alberto Ferro |
| 2021 | Jonathan Fournel        | Sergei Redkin                  | Keigo Mukawa                                    | Tomoki Sakata        | Vitaly Starikov      | Dmitry Sin    |
| 2025 | Nikola Meeuwsen         | Wataru Hisasue                 | Valère Burnon                                   | Arthur Hinnewinkel   | Masaya Kamei         | Sergey Tanin  |

### Canto
| Anno | 1º premio            | 2º premio              | 3º premio          | 4º premio          | 5º premio               |
| ---- | -------------------- | ---------------------- | ------------------ | ------------------ | ----------------------- |
| 1988 | Aga Winska           | Jeanette Thompson      | Huub Claessens     | Jacob Will         | Yvonne Schiffelers      |
| 1992 | Thierry Félix        | Reginaldo Pinheiro     | Wendy Hoffman      | Regina Nathan      | Cristina Gallardo-Domâs |
| 1996 | Stephen Salters      | Ana Camelia Ştefănescu | Eleni Matos        | Mariana Zvetkova   | Ray Wade                |
| 2000 | Marie-Nicole Lemieux | Marius Brenciu         | Olga Pasichnyk     | Pierre-Yves Pruvot | Lubana Al Quntar        |
| 2004 | Iwona Sobotka        | Hélène Guilmette       | Shadi Torbey       | Teodora Gheorghiu  | Diana Axentii           |
| 2008 | Szabolcs Brickner    | Isabelle Druet         | Bernadetta Grabias | Anna Kasyan        | Yury Haradzetski        |
| 2011 | Haeran Hong          | Thomas Blondelle       | Elena Galitskaya   | Anaïk Morel        | Konstantin Shushakov    |
| 2014 | Sumi Hwang           | Jodie Devos            | Sarah Laulan       | Yu Shao            | Hyesang Park            |
| 2018 | Samuel Hasselhorn    | Eva Zaïcik             | Ao Li              | Rocío Pérez        | Héloïse Mas             |

### Violoncello
| Anno | 1º                       | 2º           | 3º             | 4º              | 5º           |
| ---- | ------------------------ | ------------ | -------------- | --------------- | ------------ |
| 2017 | Victor Julien-Laferrière | Yuya Okamoto | Santiago Cañón | Aurélien Pascal | Ivan Karizna |

### Composizione
| Anno | Categoria                               | 1º premio                 | Opera                                     |
| ---- | --------------------------------------- | ------------------------- | ----------------------------------------- |
| 1953 | Composizione per orchestra sinfonica    | Michał Spisak             | Serenade                                  |
| 1957 | Composizione per orchestra sinfonica    | Orazio Fiume              | Concerto per orchestra                    |
| 1957 | Composizione per orchestra da camera    | Michał Spisak             | Concerto giocoso                          |
| 1961 | Composizione per orchestra sinfonica    | Albert Delvaux            | Sinfonia burlesca                         |
| 1961 | Composizione per orchestra da camera    | Giorgio Cambissa          | Concerto per orchestra da camera n. 3     |
| 1965 | Composizione per orchestra sinfonica    | Rudolf Brucci             | Synfonia lesta                            |
| 1965 | Composizione per violino e orchestra    | Wilhelm Georg Berger      | Concert                                   |
| 1969 | Composizione per orchestra sinfonica    | Nicolae Beloiu            | Symphonie en deux mouvements              |
| 1969 | Composizione per pianoforte e orchestra | Ray E. Luke               | Concerto for piano                        |
| 1977 | Composizione per orchestra sinfonica    | Hiro Fujikake             | Rope Crest                                |
| 1977 | Composizione per quartetto d'archi      | Akira Nishimura           | Heterophony                               |
| 1982 | Composizione per orchestra sinfonica    | John Weeks                | Five Litanies for Orchestra               |
| 1991 | Composizione                            | Tristan-Patrice Challulau | Ne la città dolente                       |
| 1993 | Composizione                            | Piet Swerts               | Zodiac                                    |
| 1995 | Composizione                            | John Weeks                | Requiescat                                |
| 1997 | Composizione                            | Hendrik Hofmeyr           | Raptus                                    |
| 1999 | Composizione                            | Uljas Pulkkis             | Tears of Ludovico                         |
| 2001 | Composizione                            | Søren Nils Eichberg       | Qilaatersorneq                            |
| 2002 | Composizione                            | Ian Munro                 | Piano Concerto Dreams                     |
| 2004 | Composizione                            | Javier Torres Maldonado   | Obscuro Etiamtum Lumine                   |
| 2006 | Composizione                            | Miguel Gálvez-Taroncher   | La luna y la muerte                       |
| 2008 | Composizione                            | Cho Eun-hwa               | Agens                                     |
| 2009 | Composizione                            | Jeon Minje                | Target                                    |
| 2011 | Composizione                            | Kenji Sakai               | Concerto pour violon et orchestre         |
| 2012 | Composizione                            | Michel Petrossian         | In the wake of Ea pour piano et orchestre |